# جاكي دوغيبيرو
جاكي دوغيبيرو (بالفرنسية: Jacky Duguépéroux)‏ (من مواليد 2 يناير 1948) هو لاعب كرة قدم فرنسي سابق في خط الدفاع، مدرب كرة قدم حالي. كانت أبررز إنجازاته كملاعب وكمدرب مع نادي نادي ستراسبورغ، حيث فاز معهعم كلاعيب بلقب الدوري الفرنسي الدرجة الأولى في عام 1979. بينما فاز لعب كمندرب في 3 بطولات مختلفة؛ وهي كأس الرابطة الفرنسية مرتين في 1997 و2005، وكأس فرنسا مرة واحدة في عام 2001.

## روابط خارجية
- جاكي دوغيبيرو على موقع قاعدة بيانات كرة القدم.إي يو (الإنجليزية)